# Volovec
Volovec (en polaco: Wołowiec) es una montaña en los Tatras Occidentales en la frontera entre los países europeos de Eslovaquia y Polonia. Se encuentra en la Cordillera Principal de los Tatras occidentales entre Ostrý Rohac y el monte Deravá, al pie de tres valles: Chochołowska, Roháčska y Jamnícka.
La altura de la montaña se determinó ya en 1820 y fue utilizado como punto de triangulación importante. La montaña está formada por rocas metamórficas (Alaskite y milonita). La Fauna local incluye la Rupicapra rupicapra tatrica y la marmota alpina (Marmota marmota).

## Clima
| Parámetros climáticos promedio de Chochołowska, Volovec (1991-2020) | Parámetros climáticos promedio de Chochołowska, Volovec (1991-2020) | Parámetros climáticos promedio de Chochołowska, Volovec (1991-2020) | Parámetros climáticos promedio de Chochołowska, Volovec (1991-2020) | Parámetros climáticos promedio de Chochołowska, Volovec (1991-2020) | Parámetros climáticos promedio de Chochołowska, Volovec (1991-2020) | Parámetros climáticos promedio de Chochołowska, Volovec (1991-2020) | Parámetros climáticos promedio de Chochołowska, Volovec (1991-2020) | Parámetros climáticos promedio de Chochołowska, Volovec (1991-2020) | Parámetros climáticos promedio de Chochołowska, Volovec (1991-2020) | Parámetros climáticos promedio de Chochołowska, Volovec (1991-2020) | Parámetros climáticos promedio de Chochołowska, Volovec (1991-2020) | Parámetros climáticos promedio de Chochołowska, Volovec (1991-2020) | Parámetros climáticos promedio de Chochołowska, Volovec (1991-2020) |
| Mes                                                                 | Ene.                                                                | Feb.                                                                | Mar.                                                                | Abr.                                                                | May.                                                                | Jun.                                                                | Jul.                                                                | Ago.                                                                | Sep.                                                                | Oct.                                                                | Nov.                                                                | Dic.                                                                | Anual                                                               |
| ------------------------------------------------------------------- | ------------------------------------------------------------------- | ------------------------------------------------------------------- | ------------------------------------------------------------------- | ------------------------------------------------------------------- | ------------------------------------------------------------------- | ------------------------------------------------------------------- | ------------------------------------------------------------------- | ------------------------------------------------------------------- | ------------------------------------------------------------------- | ------------------------------------------------------------------- | ------------------------------------------------------------------- | ------------------------------------------------------------------- | ------------------------------------------------------------------- |
| Temp. máx. abs. (°C)                                                | 12.0                                                                | 14.5                                                                | 18.4                                                                | 22.5                                                                | 26.0                                                                | 29.1                                                                | 30.9                                                                | 30.1                                                                | 27.3                                                                | 25.6                                                                | 22.3                                                                | 14.6                                                                | 30.9                                                                |
| Temp. máx. media (°C)                                               | 0.4                                                                 | 0.8                                                                 | 3.2                                                                 | 8.6                                                                 | 13.5                                                                | 17.0                                                                | 18.8                                                                | 18.9                                                                | 14.2                                                                | 10.2                                                                | 5.4                                                                 | 1.2                                                                 | 9.4                                                                 |
| Temp. media (°C)                                                    | -3.9                                                                | -3.7                                                                | -1.5                                                                | 3.3                                                                 | 8.5                                                                 | 12.1                                                                | 13.7                                                                | 13.4                                                                | 9.0                                                                 | 5.1                                                                 | 1.4                                                                 | -2.5                                                                | 4.6                                                                 |
| Temp. mín. media (°C)                                               | -7.3                                                                | -7.3                                                                | -5.1                                                                | -0.6                                                                | 3.9                                                                 | 7.3                                                                 | 9.0                                                                 | 8.8                                                                 | 5.0                                                                 | 1.4                                                                 | -1.7                                                                | -5.7                                                                | 0.6                                                                 |
| Temp. mín. abs. (°C)                                                | -26.2                                                               | -25.3                                                               | -21.9                                                               | -13.2                                                               | -8.2                                                                | -1.5                                                                | 1.1                                                                 | 0.4                                                                 | -4.0                                                                | -12.7                                                               | -17.3                                                               | -20.5                                                               | -26.2                                                               |
| Precipitación total (mm)                                            | 94.0                                                                | 84.3                                                                | 115.5                                                               | 121.6                                                               | 194.2                                                               | 211.7                                                               | 239.2                                                               | 159.4                                                               | 176.0                                                               | 125.3                                                               | 101.0                                                               | 87.7                                                                | 1709.9                                                              |
| Nevadas (cm)                                                        | 1314.9                                                              | 1605.8                                                              | 1406.5                                                              | 456.3                                                               | 11.6                                                                | 0.7                                                                 | 0                                                                   | 0                                                                   | 2.3                                                                 | 54.7                                                                | 269.1                                                               | 671.3                                                               | 5793.2                                                              |
| Días de lluvias (≥ 1 mm)                                            | 13.8                                                                | 13.0                                                                | 14.2                                                                | 13.3                                                                | 16.7                                                                | 16.1                                                                | 15.9                                                                | 12.1                                                                | 12.1                                                                | 12.8                                                                | 11.6                                                                | 13.3                                                                | 164.9                                                               |
| Humedad relativa (%)                                                | 88.0                                                                | 87.8                                                                | 89.9                                                                | 89.9                                                                | 87.2                                                                | 87.9                                                                | 85.9                                                                | 85.9                                                                | 90.1                                                                | 89.9                                                                | 86.3                                                                | 85.9                                                                | 87.9                                                                |
| Fuente: Promedios y totales mensuales                               |                                                                     |                                                                     |                                                                     |                                                                     |                                                                     |                                                                     |                                                                     |                                                                     |                                                                     |                                                                     |                                                                     |                                                                     |                                                                     |